# Stenotabanus penai
Stenotabanus penai är en tvåvingeart som beskrevs av Chainey 1999. Stenotabanus penai ingår i släktet Stenotabanus och familjen bromsar. Inga underarter finns listade i Catalogue of Life.